# Emmingen-Liptingen
Emmingen-Liptingen település Németországban, azon belül Baden-Württembergben. Lakosainak száma 4881 fő (2023. december 31.).

## Népesség
A település népessége az elmúlt években az alábbi módon változott:
| Lakosok száma | 4693 | 4714 | 4788 | 4819 | 4881 |
|               | 2017 | 2019 | 2021 | 2022 | 2023 |